# ميرا هنتر
ميرا هنتر (بالإنجليزية: Myra Hunter)‏ هي عالمة نفس بريطانية، ولدت في القرن العشرين.